# Flavia Neapolis
Flavia Neapolis (griech. für „neue flavische Stadt“) war eine antike Stadt in Samaria im Stadtgebiet des heutigen Nablus, in der Nähe des früheren Sichem, unterhalb des Felsens Garizim.
Die Stadt wurde nach dem jüdischen Krieg vom römischen Kaiser Vespasian bzw. dessen Sohn Titus gegründet; die Ära der Stadt zählt ab dem Jahr 72 n. Chr. Unter Hadrian erhielt die Stadt einen Zeustempel auf dem Garizim. Bis zum 3. Jahrhundert prägte sie eigene Münzen. 244 erhob Philippus Arabs die Stadt zur Colonia mit dem Namen Iulia (oder Sergia) Neapolis. 
Die Mosaikkarte von Madaba aus dem sechsten Jahrhundert zeigt eine detaillierte Darstellung von Neapolis. In der Spätantike wurde Neapolis Sitz eines Bischofs; das Bistum besteht in der römisch-katholischen Kirche als Titularbistum Neapolis in Palaestina fort. 529/530 war Neapolis das Zentrum eines Aufstands der Samaritaner unter Julian ben Sabar gegen die oströmische Herrschaft.

## Münze
Frühbyzantinische Münzen des Kaisers Herakleios mit der Beischrift N oder NEA werden einer Münze in Samaria zugeschrieben. Da es mehrere Städte mit dem Namen Neapolis gibt, u. a. auf Zypern, ist die Zuweisung jedoch nicht völlig gesichert.